# 東京都道409号日比谷芝浦線
東京都道409号日比谷芝浦線（とうきょうとどう409ごうひびやしばうらせん）は東京都千代田区有楽町から港区芝浦に至る特例都道である。延長3,650m。日比谷交差点から芝5丁目交差点までの区間は日比谷通りと呼ばれる。芝5丁目交差点から札の辻交差点の間は国道15号との重複区間であり総延長には含まれない。
都営地下鉄三田線（日比谷駅 - 三田駅）が並行している。また、東京箱根間往復大学駅伝競走のコースの一部である。

## 起点・終点
- 東京都千代田区有楽町1丁目（日比谷交差点）
- 東京都港区芝浦3丁目（八千代橋交差点）※4.27キロの終点ポストがある。国道15号線との重複部分を含む距離である。

## 通過する自治体
- 東京都
  - 千代田区
  - 港区

## 接続するおもな道路
- 日比谷交差点（国道1号、東京都道304号日比谷豊洲埠頭東雲町線）
- 西新橋交差点（東京都道405号外濠環状線）
- グランド前交差点（東京都道319号環状三号線）
- 芝公園出入口（首都高速都心環状線）
- 芝5丁目交差点（国道15号）
- 札の辻交差点（国道15号、東京都道301号白山祝田田町線）
- 八千代橋交差点（東京都道316号日本橋芝浦大森線）